# Abborrtjärnen (Västra Fågelviks socken, Värmland)
Abborrtjärnen är en sjö i Årjängs kommun i Värmland och ingår i Göta älvs huvudavrinningsområde.